# بياتريس إسكريبانو
بياتريس إسكريبانو (بالإسبانية: Beatriz Escribano) مواليد 4 مايو 1990 في ثيوداد ريال، إسبانيا، هي لاعبة كرة يد إسبانية تلعب كوسط مدافع. مثلت منتخب إسبانيا لكرة اليد للسيدات. حققت المركز الثاني في بطولة أوروبا لكرة اليد للسيدات 2014.

## سجل المنافسة
شاركت في البطولات التالية:
- بطولة أوروبا لكرة اليد للسيدات 2014

## الميداليات
| الميدالية | المسابقة                            |
| --------- | ----------------------------------- |
| فضية      | بطولة أوروبا لكرة اليد للسيدات 2014 |

## روابط خارجية
- بياتريس إسكريبانو على موقع الاتحاد الأوروبي لكرة اليد (الإنجليزية)